# Acropora lovelli
Acropora lovelli е вид корал от семейство Acroporidae. Видът е световно застрашен, със статут Уязвим.

## Разпространение
Разпространен е в Австралия, Вануату, Гуам, Еритрея, Йемен, Индия, Индонезия, Кирибати, Мавриций, Маршалови острови, Мианмар, Микронезия, Науру, Нова Каледония, Остров Норфолк, Палау, Папуа Нова Гвинея, Питкерн, Реюнион, Саудитска Арабия, Северни Мариански острови, Соломонови острови, Тайланд, Тувалу, Уолис и Футуна, Фиджи, Френска Полинезия и Шри Ланка.